# Liste chronologique des revues littéraires francophones
Liste chronologique des revues littéraires papier francophones aux XXe et XXIe siècles :
Sont listées en gras les revues toujours actives.

## Avant 1920
- Revue de Paris (1829–1970)
- Revue des deux Mondes (1829-…), doyenne des périodiques français
- Revue politique et littéraire devenue Revue bleue (1863-?)
- La Revue de Belles-Lettres (1864-…)
- Le Monde lyonnais (1880- )
- La Vogue (1886-1900)
- La Revue blanche (1889-1903)
- Mercure de France (1890-1965)
- La Nouvelle Revue Française - NRF (1908-…)
- Le Parthénon (1911-1939 puis 1947-1948)
- Littérature (deux séries, 1919-1924)

## 1920-1939
- L'Œuf dur (1921-1924)
- Les Cahiers du Sud (1923-1966)
- Europe (1923- ..)
- La Révolution surréaliste (1924-1929)
- Les Cahiers de Commerce (1924-1931)
- La Revue juive (1925-1925)
- Le Grand Jeu (1928-1930)
- Documents (1929-1931)
- Le surréalisme au service de la révolution (1930-1933)
- Minotaure (1933-1939)
- Bulletin de la Société Jules Verne (1935 - .. )

## 1940-1959
- L'Arbalète (1940-1941)
- Souffles, revue de l'association Les Écrivains méditerranéens à Montpellier (1942)
- Les Temps modernes (1945-…)
- Marginales (1945-…)
- Critique (1946-…)
- Le Cheval de Troie (1947-1948)
- Ion (1951)
- Le Cerf-Volant (1951-…)
- Internationale lettriste (1952-1954)
- Les Lettres nouvelles (1953-1977)
- Les écrits du Canada français (1954-1995). Depuis 1995 - Les Écrits
- Les Lèvres nues (1954-1956)
- Le Surréalisme, même (1954-1957)
- L'élan poétique, littéraire et pacifiste (1954-2005)
- Action poétique (1950-2012)
- Fiction (1953-...)
- Galaxie (1953-1977)
- Structure (1957-1958)
- Edda (1958-1964)

## 1960-1979
- Cahiers de l'Herne (revue-maison d'édition : 1960-…)
- Tel Quel (1960-1982)
- Encres vives (revue-maison d'édition : 1960-…)
- La Brèche (Action surréaliste) (1961-1964)
- Revue de l'ACILECE (1962-1983 ; 100 numéros parus)
- Le Nouveau cahier du Commerce (1963-?)
- Souffles, revue dirigée par Abdellatif Laâbi (1966-1971)
- Le Magazine littéraire (1966-…)
- La Quinzaine littéraire (1966-…)
- L'Archi-bras (1967-1969)
- L'Éphémère (1967-1972)
- Change (1968-1983)
- Fragment (1969-?)
- TXT (1969-1993)
- Sud[1] (1970-1997)
- Mai hors saison (1970-…)
- Obliques (1971-1981)
- Mise en page (1972-?)
- Exil (1973-1978)
- Argile (1973-1981)
- Digraphe (1974-2000)
- Fin de siècle (1974-1977)
- Dérive (1975-1980)
- Arpa (1976-2012 ?)
- DOC(K)S (1976-…)
- In’hui[2] (1977-2002)
- Luna Park (première série, 1977-1989)
- Po&sie (1977-…)
- Verso (1977-…)
- Faire-part (1978-…)
- Obsidiane (1978-1986)
- La Grappe (1979-…)

## 1980-1999
- 813 (1980-…)
- Aléa (1981-1989)
- Grandes largeurs (1981-1987)
- L'Infini, suite de Tel Quel (1982-…)
- Jointure, suite de Revue de l'ACILECE[3] (1983-…)
- Recueil (1984-1994) puis Le Nouveau Recueil (1995-2008)
- Aires (1985-1997)
- L'Ouvre Boîte (1985-2010) puis L'Ouvre Boîte à poèmes : association poétique et littéraire de la Vallée de Montmorency (OBP) (2011-)
- Théodore Balmoral (1985-…)
- NYX (1987-1992)
- Lignes (1987-…)
- J.V (1987-1996)
- L'Encrier renversé (1988-…)
- fig.[4] (1989-1992)
- Caravanes (1989-2003)
- Java (1989-2005)
- Agone (1990-…)
- Le Cheval de Troie (1990-1996)
- Nioques (1990-…)
- Triages(1990-…)
- Voix d'encre (1990-…)
- Spered Gouez / l'esprit sauvage (1991-...)
- Le Zaporogue[5] (199x)
- Omnibus (1991-1995)
- If (1992-)
- Revue de littérature générale (1993-1995)
- Le Mâche-Laurier (1993-2008)
- L'Atelier du Roman (1993-…)
- Propos de campagne[6] (1993-…)
- NU(e) (1994-…)
- Sarrazine (1994-…)
- Contre-Vox (1995-2000)
- Perpendiculaire (1995-1998)
- Petite (1995-2005)
- Conférence (1995-…)
- La Femelle du requin (1995-…)
- Ralentir travaux (1995-?)
- Supérieur Inconnu (1995-2009)
- Avant Post (1996-2006)
- Le Jardin d'Essai (1996-2004)
- L'Animal (1996-?)
- Fusées[7] (1996-…)
- Revue Jules Verne (1996- )
- Grèges (1997-…)
- Les Hommes sans épaules (1997-…)
- Les Épisodes (1997-2003)
- Ligne de risque (1997-…)
- BoXoN (1997-…)
- Autre sud[8] (1998-2006)
- Contre-allées (1998-…)
- Hermaphrodite (1998-2009)
- Hopala ! (1998-…)
- Rehauts[9] (1998-…)
- Sigila (1998-…)
- TIJA (1998-2003)
- Aujourd'hui poème (1999-2008)
- Fin (1999-?)
- EvidenZ (1999-2002)
- Contrelittérature (1999-2010)
- Les Moments littéraires (1999-…)

## 2000-2019
- Cancer ! (2000-2004)
- Cahier critique de poésie - CCP (2000-…)
- Etoiles d'encre (2000-…)
- La Mer gelée (2000-…)
- La Pensée de midi (2000-2010)
- Le Préau des collines (2000-…)
- Le Bateau Fantôme (2001-…)
- Brèves (2001-…)
- Ffwl (2001-2002)
- Moriturus (2001-2005)
- Décapage (2001-…)
- Dissonances (2002-...)
- Action restreinte (2002-2010)
- Siècle 21 (2002-2010)
- Nunc (2002-…)
- Issue (2002-2004)
- Bordel (2003-…)
- Inculte (2004-…)
- Pro/p(r)ose Magazine (2017-...)
- La Revue littéraire (2004-…)
- RALM (2004-…)
- Traction Brabant (2004-2024)
- Transfuge (2004-…)
- L'Arsenal (2005-2011)
- Fario (2005-…)
- La Passe[10] (2005-2015)
- Thauma (2005-…)
- Biscuit chinois[11] (2006-2011)
- Borborygmes (2006-2014)
- L'Œil bleu (2006-2011)
- La Barque (2006-2012 ?)
- Le Magazine des livres (2006-2012)
- Passages (2006-2009)
- L’Amuse-Bouche : La revue française de Yale (2007-…)
- Le Grand os (2007-2012)
- Mir[12] (2007-2009)
- Résonance générale[13] (2007-…)
- À verse (ex Ricochets-Poésie) (2008-…)
- Cyclocosmia (2008-…)
- Impur (2008-2009)
- TINA (2008-2011)
- Inuits dans la jungle[14] (2008-…)
- Grumeaux (2009-...)
- Les Lettres et les Arts (2009-2014)
- Rouge déclic (2009-2012)
- Transkrit[15] (2009-2018)
- GRUPPEN (2010-…)
- Ligne 13 (2010-…)
- Syncope (2010-…)
- The Black Herald (2011-...)
- Phœnix (2011-…)
- Place de la Sorbonne[16] (2011-…)
- L'Angoisse (deuxième série - 2012-2013)
- Kanyar (2013-…)
- Revue Métèque (2013-…)
- Le Cafard hérétique (2014-…)
- Le Festival Permanent des Mots (2014-...)
- Le Moulin des Loups (2014-…)[17]
- Remue Méninge (2014-...)
- La Moitié du fourbi (2015-…)
- La Cinquième saison (2017-...)
- WIP. Littérature sans filtre (2017-...)[18]
- L'Allume-Feu (2018-...)[19]
- Les cahiers du Boudoir (décembre 2018- novembre 2020)[20],[21]
- Daïmon (2019-...)
- Graminées (2019-...)

## 2020-...
- Lettres du domaine (2024-...)
- Pourtant (2020-...)
- Point de chute (2020-...)[22],[23]
- Hurle-Vent (2021-...)
- L'Éponge (2023-...)[24],[25]
- Aventures (2024-...)[26]